# Baji Tamás
Baji Tamás (Békéscsaba, 1965. április 4. –) magyar labdarúgó-kapus, aki 104 alkalommal védte az Békéscsaba 1912 Előre hálóját. Tíz bajnoki idényen át védett a felnőtt csapatban, ezzel a kapusok között rekorder a csabai egyesületnél. Jelenleg Győrben él.

## Pályafutása

### Játékosként
1984-1997 között csak a Békéscsaba játékosa volt.
1977 április 26-án, tizenhét évesen igazolt a Békéscsabai Előréhez. A serdülő négyben kezdett futballozni Lévai István kezei alatt, saját elmondása szerint nagy hatással voltak a fejlődésére Szombati György és Tóth Márton. Ez idő tájt Mészöly Kálmán trenírozta a lilák nagy csapatát, együtt játszott a fiatal Mészöly Gézával is. Mindössze 16 éves volt, amikor 1981-es idény utolsó NB I-es mérkőzésein már tartalékkapusként szerepelt, miután Rapcsák János és Oláh Imre is sérült volt, így Hanyecz János cseréje lehetett.
Első mérkőzésén 18 és félévesen állt a kapuba Baja ellen az NB II-ben, egy évre rá 1984-ben az NB I-ben is debütált, első NB I-es mérkőzése 1984. november 30-án volt SZEOL AK - Békéscsabai Előre Spartacus SC 0-1. Első NB I-es szezonjában a hatodik helyen végzett a Békéscsabával. A fiatal hálóőrnek olyan jól ment a védés, hogy Bicskei Bertalan harmadmagával - Szekeres Józseffel és Fabulya Györggyel - meghívta az U21-es válogatottba.
A magyar NB I-es futballistáknak előírt kötelező hat hónapos katonai szolgálat megtörte felfelé ívelő pályafutását. A rendszeres tréningek hiánya, megérződött játékán, fizikumán és csak a juniorban védhetett, majd egy sérülés miatt 1985-ös szezon is kimaradt. A rákövetkező idényben a csabaiak már a kiesés ellen küzdöttek, Csank János pedig nem Baji-t hanem Gulyás Istvánt favorizálta és így a kispadra szorult. 1987 októberében egy sérülés miatt Gulyás kikerült a kapuból, peches szériával négy vereséggel és egy döntetlennel a kiesés szele csapta meg az Előrét. Azonban sikerült a bent maradás és ráadásul a Magyar Népköztársaság-kupát is megnyerte a csapat.
Csank Jánost Vigh Tibor váltotta a kispadon, akinél szintén csak második számú kapus volt. A csapatával a kiesés ellen harcolt, majd Pásztor Józsefet nevezték ki vezetőedzőnek, aki bizalmat szavazott a kegyvesztett kapusnak. Sajnos ez a taktikai húzás kevés volt, kiesett az Előre, de Pásztor vezetésévvel és Bajival a kapuban rögtön visszakapaszkodtak az első osztályba.
Az 1993–94-es idényben több mint húsz meccset védett. A Békéscsabának ekkor nagy esélye volt a bajnoki cím elnyerésére, de a sérülések és a nyomás miatt nem sikerült az élen maradni és bronzérmes lett a csapat. A következő szezonban csak ötödik lett a Békéscsabával. 1996-97-es szezonban Bozay Gyula került a lilákhoz és magabiztosan védett. Az 1997–98-as szezon őszén második lett a kapusok rangsorában a sportlapban, 6,65-ös átlaggal.
1998-99-es szezonban Bicskei Bertalan Győrbe hívta, ott hat mérkőzésen védett.
2000-ben a másodosztályú Demecserbe igazolt, majd a következő idényben Pápára került. Innen Celldömölkre vezetett az útja, majd visszakerült Pápára és 2004-ben harminckilenc évesen fejezte be pályafutását.
2012-ben Békéscsabán rendezett centenáriumi ünnepségsorozat keretein belül a szurkolók megválasztották a klub "évszázad mérkőzését". A legtöbben az 1994. augusztus 20-ai, Ferencváros ellen 5-2-es találkozóra szavaztak, ahol Baji Tamás az Előre kapuját védte. A csapat összeállítása: Baji – Csató J. – Szenti, Kovács T. – Mracskó, Fodor (Major, 80.), Csató S., Horváth – Váczi, Kulcsár, Szarvas (Kiss, 72.). Edző: Pásztor József.

### Edzőként
Miután befejezte az aktív labdarúgást megszerezte az UEFA B-licences edzői képesítést, és egy megyei I. osztályú csapatot irányított.

## Statisztikák
NB I
- játszott mérkőzések: 110
- kapott gólok: -139
- rúgott gólok: 0

## Sikerei, díjai
Magyar Kupa
- 1987/1988 kupagyőztes

NB I
- 1993/1994 3. helyezés

NB II
- 1991/1992 2. helyezés